# Musique expérimentale
La musique expérimentale regroupe des musiques qui se caractérisent par l'exploration de nouveaux moyens techniques et artistiques souvent en dehors des conventions et des normes admises dans les musiques traditionnelles occidentales. Mais le terme est cependant sujet à confusion car selon le sens, large ou restreint, prêté, il ne désigne pas les mêmes catégories de musiques.

## Terminologie
Le terme est sujet à confusion car il peut être employé dans plusieurs sens différents: soit comme un synonyme au sens large de la musique contemporaine ou au contraire dans un sens restreint ne désignant que certaines tendances précises de cette musique. Le terme peut être aussi employé dans un sens encore plus large et englober aussi, avec la musique contemporaine savante, l’ensemble des musiques populaires avant-gardistes.

### Emploi originel
À l'origine le terme désignait exclusivement une tendance de la musique savante moderne. Le terme est apparu dans les années 1950 en Europe. Il était alors employé pour désigner la musique concrète, la musique électronique ainsi que la fusion de ces deux mouvements : la musique électroacoustique. Parfois dans un sens plus étendu il pouvait désigner l'ensemble des tendances avant-gardistes de la musique contemporaine.

### Évolution et emploi aux États-Unis
Au cours des années 1960, le terme a pris un sens plus restreint tout particulièrement aux États-Unis. Il fut alors principalement utilisé pour distinguer des compositeurs anti-traditionnels (comme John Cage) par contraste avec la tendance avant-gardiste européenne. Cette musique se caractérise par une volonté de déresponsabilisation du compositeur, un non-déterminisme du geste créateur et donc un résultat musical en partie imprévisible. Une volonté de non-contrôle qui va à l'inverse des approches de la musique avant-gardiste européenne officielle de l’époque plus formelle telle que le sérialisme intégral qui se caractérise par un déterminisme et un contrôle total de tous les paramètres musicaux.
C'est dans un sens assez similaire que Michael Nyman emploie le terme mais l'étend aux compositeurs minimalistes et post-modernistes d'une façon générale. En effet, dans son ouvrage Experimental Music: Cage and Beyond considéré comme référentiel sur la musique expérimentale, il utilise le terme « expérimental » pour désigner principalement les travaux des musiciens contemporains américains (John Cage, Christian Wolff, Earle Brown, Meredith Monk, Morton Feldman, Terry Riley, La Monte Young, Philip Glass, John Cale, Steve Reich, etc.) par opposition à la musique avant-gardiste européenne de l'époque (Karlheinz Stockhausen, Pierre Boulez, Iannis Xenakis).
Dans ce sens, les approches avant-gardistes de la musique contemporaine européenne même les plus innovatrices ne sont pas considérées comme de la musique expérimentale. Dans ce sens, le terme « musique expérimentale » ne présente qu'une des nombreuses tendances de la musique contemporaine et n’inclut donc pas les formes avant-gardistes européennes telles que la musique sérielle ou la musique concrète. Dans ce sens précis, le compositeur John Cage fut l'un des pionniers de la musique expérimentale ; par ses compositions, il contribua à définir les bases de ce mouvement. C'est le plus souvent dans ce sens que les Américains entendent le terme « musique expérimentale ».

### Musique contemporaine
Mais il arrive fréquemment que le terme de musique expérimentale soit simplement utilisé pour désigner en réalité la musique contemporaine aussi bien par certains spécialistes que par des personnes peu familières du genre, pour qui la dénomination « expérimentale » leur semble plus explicite que le terme « contemporaine ». Le terme de musique contemporaine est un terme technique qui renvoie à l'ensemble de la musique savante avant-gardiste qui descend historiquement de la musique classique, mais qui a remis en cause la majeure partie des principes de cette musique pour créer une nouvelle musique. le terme « musique contemporaine » renvoie donc à un ensemble très large d'esthétiques nouvelles qui se sont développées à la suite de la seconde école de Vienne et du mouvement sériel intégral. Et à cet égard, au regard du côté extrêmement innovateur de cette musique beaucoup de gens les considèrent comme de la musique expérimentale. Certains théoriciens américains ne considèrent pas ces formes avant-gardistes comme relevant de la musique expérimentale, d'autres en revanche comme le musicologue américain Léonard B. Meyer inclut sous le terme « musique expérimentale » les musiques de compositeurs de musique contemporaine avant-gardistes comme Pierre Boulez, Luciano Berio ou Karlheinz Stockhausen et le sérialisme intégral.
Mais beaucoup de compositeurs de musique contemporaine rejettent l’appellation « expérimentale » qu'ils trouvent réductrice. En effet, le terme peut revêtir pour beaucoup une connotation suggérant que les compositeurs ne maîtrisent pas vraiment leur matériau et essaient tout et n'importe quoi. Vision que beaucoup de compositeurs rejettent, même si leur musique est vue par beaucoup comme « expérimentale », car en dehors des normes.

### Musiques avant-gardistes

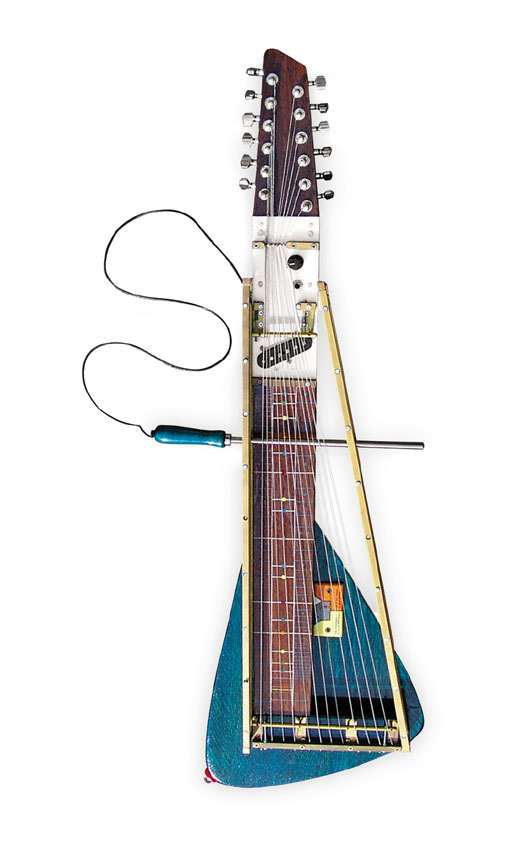
Moodswinger, Yuri Landman pour Liars.

Enfin dans le sens le plus populaire, le terme « musique expérimentale » est utilisé pour désigner de façon indifférenciée l’ensemble des musiques aussi bien savantes que populaires ayant une approche avant-gardiste ou hors norme. C'est dans ce sens plus large que Philippe Robert aborde la notion de « musique expérimentale ». Le terme « musique expérimentale » inclut en ce sens à la fois :
L’ensemble des différentes tendances de la musique contemporaine, le sérialisme, la musique concrète, la musique électroacoustique, la musique minimaliste, la musique stochastique, la musique spectrale, etc.
Le cas à part de la musique improvisée qui ne se situe esthétiquement et conceptuellement dans aucun des courants dits savants ou populaires mais emprunte, en fonction des protagonistes, des éléments à ceux-ci ou ceux-là pour en faire une création instantanée littéralement inouïe, par définition.
Et les différentes musiques populaires avant-gardistes et expérimentales telles que : l’avant-rock (appelé aussi « rock expérimental »), l’avant-garde jazz, l'art rock, le free rock, le free jazz, l’avant-funk le metal avant-gardiste (appelé aussi « metal expérimental »), la musique industrielle (ou indus), la no wave, le noise rock, le glitch. Et parfois aussi, le rock progressif et le metal progressif.